# 明治節
明治節（めいじせつ）は、昭和前期の祝日の一つ。明治天皇の遺徳をしのび、明治時代を追慕する目的で制定された。明治天皇の誕生日である11月3日をこれにあてた。祝祭日には、国家の祝日と、皇室の祭祀を行う祭日とがあったが、明治節は新年節（1月1日）、新年宴会（1月5日）、紀元節（2月11日）、天長節（4月29日）と並んで祝日とされた。また祝日のうち新年節、紀元節、天長節、明治節は四大節として、学校や軍隊で祝賀式が行われた。宮中では祭祀や宴会が行われた。
戦後の1948年（昭和23年）に廃止されたが、11月3日は文化の日として現在も継承されている。明治神宮では毎年この日に宮中より勅使の差遣を受けて、例祭（秋の大祭）を執り行う。

## 国定教科書の中の明治節
昭和の修身教科書は明治節について説いていた。たとえば1936年発行の尋常小学修身書児童用巻3（小学3年生用）には次のように記載されていた。
児童用修身書の明治節の挿絵は明治神宮例大祭の南新門前を写したものであった。

## 学校での祝賀式
明治節当日は学校の職員・生徒・児童が学校に参集して祝賀式を行った。小学校の児童は、当日朝早く起き、国旗を掲げて皇居を伏し拝み、身体を清めて服装を整え、黒い靴下と黒靴を履き、エプロンを脱いで登校し、静粛に式に臨むべしと指導された。
明治節などの祝祭日に関する礼法は、ところによりまちまちであった。文部省は1941年に礼法要項を制定して礼法を統一した。これによると、明治節には国旗を揚げ宮城を遥拝し、祝賀と敬粛の誠をあらわす。学校では、あらかじめ天皇の写真を式場の正面正中に掲げる。皇后の写真は天皇の写真に向かって右に掲げる（明治節の儀式ではさらに明治天皇の写真を今上天皇の写真に向かって左に掲げる）。勅語奉読者は特に容儀・服装に注意し、あらかじめ手を清めておく。勅語謄本を箱から出して、小蓋や台に載せて式場の上座に置くのを例とする。参列者は服装を整えて容儀を正し、真心をもって終始する。式場へ入る際に一礼する。挙式中は特別の場合を除くほか出入りをしない。儀式は以下の順序・方式により行う。
1. 一同敬礼（上体を前に約30度傾ける）。
2. ※ 写真の覆いを取り外す。その際、参列者は上体を前傾して敬粛の意をあらわす。
3. ※ 写真に対して最敬礼を行う（上体を前に約45度傾ける）。写真が無ければ宮城遥拝を行う。
4. 国歌をうたう。
5. 学校長が教育勅語を奉読する。
  1. 奉読者は写真の前に立つのを避ける。写真が無ければ正面中央に立つ。
  2. 奉読者は勅語謄本を丁寧慎重に取り扱い、押し戴いてから奉読する。
  3. 参列者は奉読開始と同時に上体を前傾して拝聴する。
  4. 奉読者は奉読を終えて謄本を押し戴く。
  5. 参列者は敬礼してゆっくり元の姿勢に戻る。
6. 勅語奉答の歌をうたう（法令に規定されていないが、小学校では特殊の事情のない限り必ず歌う[10]）。
7. 学校長が訓話を行う。
8. 明治節唱歌をうたう。
9. ※ 写真に覆いをする。その際、参列者は上体を前傾して敬粛の意をあらわす。
10. 一同敬礼（上体を前に約30度傾ける）。以上[8]。

写真を拝戴していない場合は写真に関する手順（上記※印）は行わず、写真への最敬礼（手順3.）の代わりに宮城遥拝を行う。

## 明治節唱歌
1928年（昭和3年）10月2日、小学校の儀式用唱歌に明治節の唱歌が追加された。毎年明治節当日の小学校の儀式で声高らかに歌われた。唱歌のタイトルは「明治節唱歌」、または単に「明治節」である。著作権は文部省に帰属する。作詞作曲の事情については#明治節唱歌の選定の節を参照。

明治節唱歌の歌詞と楽譜は次の通りである。
明治節唱歌
| 一、 | 亜細亜の東 日出づる処  | 聖の君の現れまして         |
|      | 古き天地とざせる霧を   | 大御光に隈なくはらひ       |
|      | 教あまねく道明らけく   | 治めたまへる御代尊         |
| 二、 | 恵の波は八洲に余り     | 御稜威の風は海原越えて     |
|      | 神の依せさる御業を弘め | 民の栄行く力を展ばし       |
|      | 外つ国々の史にも著く   | 留めたまへる御名畏         |
| 三、 | 秋の空すみ菊の香高き   | 今日のよき日を皆ことほぎて |
|      | 定めましける御憲を崇め | 諭しましける詔勅を守り     |
|      | 代々木の森の代々長へに | 仰ぎまつらん 大帝          |

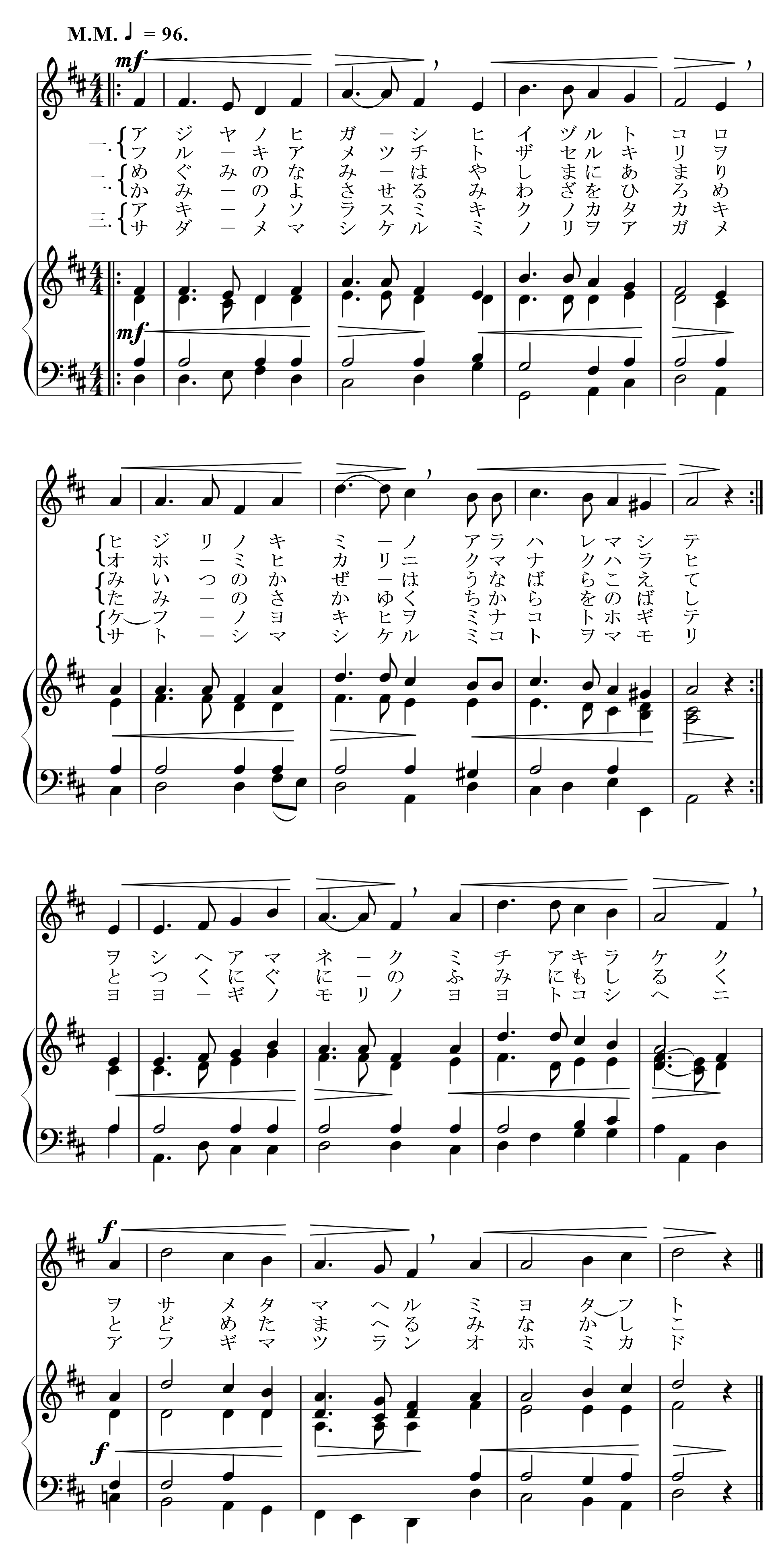
明治節唱歌の楽譜

歌詞中「依させる」は「任せ給える」の意味。「御憲」は国法。「詔勅」は「みことのり」で、たびたび下された勅語全部を意味するが、特に学校では教育勅語、軍隊では軍人勅諭、あるいは戊申詔書を指すものと解される。
第1節と第2節は明治天皇の事蹟をたたえ、第3節は国民の覚悟を述べている。儀式用唱歌に相応しくできているが、余りに長すぎるし、歌曲の程度も易しくないため、小学児童に教えるときには細心の注意を要するといわれた。

## 学校以外での儀式
学校のほか官庁等においても奉祝式や祝賀式を行った。1937年より前は行っていないところもあったが、この年の明治節から成るべく行うように政府から求められた。また式に参列しない者も、当日午前9時の「国民奉祝の時間」に各々の場所で全国一斉に宮城遥拝を行うことになった。1939年の明治節からは、学校や官公署のほか、各種団体、会社、銀行、工場などにおいても奉祝式を行うか、あるいは奉拝式を行うことになった。また市町村にあっては成るべく神社・学校・公会堂など適当な場所において奉祝の方法を講じることになった。1941年の明治節以降、奉祝式などの行事は神社の祭典と密接な関係のもとに行うこととされた。1942年の文部省「礼法要項」制定により、学校以外の団体で行う行事は学校での儀式に準じて行うべきことが明確になった。1943年の明治節以降は奉祝式ではなく、もっぱら奉拝式を行うこととされた。

## 宮中の儀式
明治節には宮中で2つの重い儀式が行われた。1つは明治節祭、もう1つは明治節の儀である。1937年の明治節を例にとると宮中の儀式は次のように行われた。この年は「シナ事変下の時局を鑑み」宴会を取りやめたが、宮中三殿では天皇みずから明治節祭を執り行った。午前9時40分から宮内勅任官総代1名と同奏任官総代1名が参列し、掌典長以下が神饌と幣帛を奉奠し、賞典長が祝詞を奏し、天皇が黄櫨染御袍の装束で内陣の座に参進し、掌典の奉仕する御鈴の裡に玉串を奉奠して親拝を行った。次いで諸員が拝礼した。皇霊殿と神殿にも同様に祭典を行った。大奥においては午前10時40分から内大臣・宮内大臣・侍従長・侍従武官長以下側近者の拝賀を受け、11時頃から在京皇族と対面した。この間午前9時から内閣総理大臣を始め文武百官その他有資格者の参賀が続いた。

### 宮中の明治節祭
皇室祭祀における明治節祭は1927年の皇室祭祀令改正により新たに設けられた。天長節祭などと同じ小祭であり、賢所・皇霊殿・神殿の宮中三殿においてこれを行った。天皇みずから官僚を率いて宮中三殿を親拝した。
宮中の明治節祭は、明治天皇の偉業を称賛し、遺徳を仰ぐとともに、明治中興の精神を振作し、皇室と国家の興隆を祈る祭典であるといわれた。皇霊殿のみならず賢所と神殿においても祭祀を行うのは、単に明治天皇の神霊を慰める主旨ではなく、国家全体の発揚を祈るためであると考えられていた。

### 宮中の明治節の儀
宮中で明治節の式を行った。その儀は紀元節の式と同じであった。宮中の朝儀として参賀の儀を行い、そして群臣を宮中に召して餔宴（夕宴）を賜った。これは明治天皇の聖徳を仰ぎ明治の昭代を永遠に記念するという趣旨によるものであった。この趣旨は紀元節において参賀の儀と宴会の儀を行う趣旨と同じなので、皇室儀制令の附式によって明治節の儀を定め、参賀の儀・宴会の儀として紀元節の式と同じにしたのである。
宮中における明治節の儀は、拝賀の儀、参賀の儀、宴会の儀の三つに分かれた。
拝賀の儀の次第は、11時50分に皇族と朝鮮王公族が宮中に参内し、鳳凰の間で一人づつ順番で天皇に拝賀した。ついで同時刻前に参内している宮内親任官・同待遇、勅任官・同待遇が同じく鳳凰の間で各員順次に拝賀した。宮内奏任官・同待遇も同時刻前に参内していて、天皇が次の宴会の儀に出御する際に廊下に整列して拝賀した。宴会の儀に召された者は宴会場で一斉に拝賀した。
参賀の儀は、宴会の儀に召されなかった文武官高官・有爵者・優遇者が参内するもので、諸員が順次参賀簿に署名して退出するものであった。
宴会の儀の次第は次の通り。(1) 当日早朝御殿を装飾する、(2) 時刻に文武官高官・有爵者・優遇者・外交官が朝集所に参集する。(3) 諸員は宴殿に参進して位置につく。(4) 天皇が正装で出御する。天皇が着座するとき諸員は一斉に拝賀する。(5) 供奉・扈従の諸員が位置につく。(6) 天皇より勅語あり。(7) 内閣総理大臣が奉対する。(8) 外交官主席者が奉対する。(9) 天皇に膳と酒を供す。(10) 諸員に膳と酒を賜う。(11) 天皇入御。(12) 諸員退下。
以上、参内者の服装は大礼服正装とされ、それがなければ通常礼服でもよしとされた。
1937年に日中戦争が勃発して以降、毎年天皇の仰せということで、明治節の宴会の儀を取りやめる一方、参賀の儀の参賀者を増やした。明治節当日に宮中に参賀するのは、宮中席次第10階以上（内閣総理大臣以下高等官以上、同待遇者、位勲功爵を有する者、帝国議会各院議員など）、文化勲章受章者、および宗教団体のトップであった。

## 神社の明治節祭
伊勢神宮や官国幣社以下の神社では明治節祭が行われた。神社における明治節祭は天長節祭などと同じ中祭であった。伊勢神宮における明治節祭の祭式は紀元節祭祭式の例に依った。伊勢神宮、官国幣社、府県社以下神社、靖国神社における明治節祭の祝詞は、それぞれ省令で定められていた。たとえば、明治神宮を含む官国幣社の明治節祝詞は次のようであった。
太平洋戦争開戦直前の明治節では、官国幣社以下神社において執行される明治節祭に市町村民が多数参列すべきこと、神社の祭典は成るべく午前10時に執行することとされた。太平洋戦争中の明治節では、市町村民は成るべく神社に参拝し必勝祈願をすることが求められた。

## 明治神宮例大祭
明治神宮には明治節当日に多数の民衆が参拝して後を絶たなかった。明治神宮では明治節に例大祭が行われ、勅使が参向して奉幣した。明治神宮の例祭式は特に省令で定められていた。例祭の祝詞は次のようであった。
明治神宮例大祭の様子については1937年を例にとると次のようであった。この年の明治節は数年ぶりの雨だった。明治神宮では朝4時過ぎに早くも門を開き、午前8時30分、勅使の参進とともに拝殿において例祭式を執り行った。内閣総理大臣以下各閣僚、枢密院議長などが参列し、宮司権宮司以下神官が奉仕して祭典を終えた。11時より明治節祭を執り行い12時過ぎに終了した。午後1時からは皇族が参拝した。毎年恒例の明治神宮献詠歌は皇族9名の御歌のほか7500首を超えた。これら献詠歌は明治節当日に奉奠した。披講式は11日午後1時より大前にて行った。
年によっては明治節を中心に明治神宮国民体育大会を開催した。これは戦後の国民体育大会に受け継がれる。

## 経緯

### 明治の天長節
明治節の11月3日は明治天皇の誕生日で、明治時代にはこの日が天長節であった。
明治天皇の誕生日は誕生当時の暦で9月22日であった。明治維新の際、新政府が天長節について布告した。当時の暦で9月22日が天皇誕生日に相当するため、天皇は毎年この日に群臣に酒宴を賜わって天長節を執り行い、死刑を差し止めて衆庶と慶福を共にしたいとの思し召しであり、衆庶一同においてもこの日を奉祝するようにとの仰せである、という布告であった。
明治5年11月9日（1872年12月9日）、翌年から太陰暦（天保暦）を廃し太陽暦に移行することになった。政府は祭日祝日を太陽暦へ換算する作業を進め、1873年（明治6年）7月20日にその結果を発表した。これにより天長節を太陽暦11月3日に定めた。またこの日を休暇日にした。
1891年、毎年11月3日の天長節に小学校で行う儀式について規定した。1908年、皇室祭祀令を定め、天長節祭について規定した。天長節祭は「毎年天皇の誕生日に相当する日」の小祭であった。賢所・皇霊殿・神殿の宮中三殿で行った。天皇が皇族や官僚を率いてみずから拝礼し、賞典長が祭典を行った。

### 大正の明治節請願
1912年（明治45年／大正元年）7月30日、明治天皇が崩御し大正天皇が皇統を継承した。同年9月4日に勅令「休日ニ関スル件」が公布・施行された。明治の天長節であった11月3日は休暇日でなくなり、新たに毎年8月31日が天長節として休日になった。明治天皇崩御日に相当する毎年7月30日が明治天皇祭として休日になった。
天長節は大正天皇の誕生日に改められ、11月3日は普通の日になってしまった。11月3日は明治に生まれた日本国民にとって印象深い祝日であった。徳富蘇峰は「我ら明治聖代にその半生を送りたる者には、十一月三日は、実に言葉に語り尽くしがたき床しさ、なつかしさを感じる」と語っている。菊花が香り秋風の清々しい季節における国民的祝日が明治天皇の崩御とともに廃止されたのは、何ともいえない物足りなさを日本国民に感じさせた。徳富蘇峰らの国民新聞は11月3日を保存する方法についてアンケートを実施した。回答で圧倒的に多かったのが「明治節」であった。明治天皇の偉業を永遠に伝えていくためにも11月3日を祝日にしたいという運動が国民の間から起きた。1913年（大正2年）第30回帝国議会の衆議院で松田源治ほか13名が明治節制定に関する建議案を提出した。このときは明治節が制定されることはなかったが、同年7月には毎年11月3日の3日前の10月31日を「天長節祝日」として定め、休日に加えた。大正天皇の誕生日8月31日は引き続き天長節であり休日であるが、この日には天長節祭のみを行うこととし、宮中の拝賀宴会、参賀、賀表奉呈は天長節祝日の10月31日に行うこととなった。
1920年11月1日、明治神宮が創建される。明治神宮の例祭日は明治天皇誕生日の11月3日に決定していた。この日は明治天皇在位中に天長節として国民を挙げて祝っていたし、崩御後もこの日を祝日としたいという議があり、また明治神宮造営局への請願書にもこの日を例祭日と定めてほしいというものすらあった。祭神の誕生日を例祭日とする前例はなかったが、一方で例祭日の選定に通則もないので、新例として誕生日を例祭日としても不可はなく、むしろ適切な処置であるということで、この日に決定した。
1924年には第1回明治神宮競技大会が開催され、11月3日に閉会した。この大会は、この年に外苑競技場（国立競技場の前身）が完成したのを機会に、明治天皇の聖徳を仰ぐとともに国民心身を鍛錬し国民精神を作興することを名目として、11月3日の明治神宮例祭を中心とする挙国的な体育大会として実施された。この大会はその後名称を、明治神宮体育大会、明治神宮国民体育大会、明治神宮国民錬成大会と改称していき、戦後の国民体育大会に繋がる。
この間、野本恭八郎が明治節請願書を度々提出していた。野本は、越後の大地主の子として生まれ、長岡の豪商根本家の婿養子となり、第六十九国立銀行取締役、長岡電燈会社取締役、新潟県会議員などを務めた社会事業家である。野本は11月3日を明治節として祝日に加えて尊皇報恩の一大記念日としたいと考え、年々継続的に帝国議会に請願を提出した。具体的には、まず1922年第45回帝国会議で、衆議院議員木村清三郎を紹介者として衆議院に請願書を提出した。請願の趣旨は、明治神宮は東京にあるけれど、一般に明治天皇の聖徳を永久に伝えたく、ついては明治節を設けて国家の一大祝日として戴きたいというものであった。請願は衆議院の議決を経て政府に送付された。野本は翌年1923年第46帝国議会でも衆議院へ請願書を提出した。衆議院の議決によって政府へ送付された請願書は、内務大臣と宮内大臣との協議を経たが閣議で否決された。野本は関東大震災後の1925年第50回帝国議会でも同様の請願を行ったが、やはり閣議で否決された。この間、野本は明治節制定の趣旨を印刷し、貴衆両院議員や全国の識者に頒布して明治節制定意見を説いた。
野本恭八郎が請願を行った翌月の2月、田中智学ら国柱会・天業青年団が請願運動を起こした。短期日のうちに賛同者2万余りの署名捺印を集め、同月中に衆議院と貴族院に請願書を提出した。まず18,021名の署名捺印をもって衆議院に請願し、ついで元帥東郷平八郎以下20,799名の署名捺印をもって貴族院に請願した。署名捺印は各階級を網羅し全国各府県から海外在住民に及んだ。田中巴之助（智学）と稲津幸次郎が請願人の総代となった。請願の趣旨は、明治天皇誕生日の11月3日を「中興節」または「明治節」の名で明治大帝聖徳紀念祝日としたいというものであった。衆議院は請願を議決し政府に送付した。しかし貴族院は審議未了のまま閉会となった。東郷平八郎の署名のある貴族院への請願書が政府に届かないことになったので、田中らは内閣総理大臣・各省大臣へ重ねて請願書を提出した。さらに内大臣府へも請願書を提出した。田中らは知らなかったが内大臣への請願書は奏聞に達していた（この場合は摂政宮裕仁親王が請願書を読んだということ）。田中らは1926年第51回帝国議会で請願書を再び貴族院へ提出した。請願人は子爵小笠原長生、伯爵東郷平八郎、平民の小泉徳兵衛、および総代で平民の田中巴之助（智学）の4名であった。田中らの認識によると、貴族院では前回に続き今回も審議未了で終わったというが、実際には貴族院で議決されていた。請願書は政府に送付され、宮内大臣との協議を経たが閣議で否決された。閣議書では田中巴之助外三名による請願とされており、東郷平八郎の名が表に出ていなかった。

### 昭和の明治節制定
1926年（大正15年／昭和元年）12月25日、大正天皇が崩御し、昭和天皇が践祚した。7月30日の明治天皇祭は祝祭日でなくなることになった。明治天皇の記念日が消えてしまうと、明治天皇を敬慕する国民にとって忍び難いことになるので、明治天皇の大業を永久に記念するために明治天皇誕生日の11月3日を明治節として祝祭日に加えるべしという意見が国中で湧き起こった。田中智学らは内閣総理大臣、内務大臣、文部大臣、宮内大臣、内大臣、貴族院、衆議院に重ねて請願書を提出した。貴族院・衆議院への請願書には東郷平八郎や大倉喜八郎らが請願人に名を連ねた。
1927年1月25日、帝国議会両院は各々満場一致をもって明治節制定の建議案を即決した。
- 貴族院の建議「明治天皇の御偉業を永久に紀念し奉る為 毎年十一月三日を祝日として制定せられむことを望む　右建議す」
- 衆議院の建議「明治天皇の盛徳大業を永久に紀念し奉る為 毎年十一月三日を大祭祝日に加へられむことを望む　右建議す」

一木喜徳郎宮内大臣は次のように語った（大意）。「明治節設定の建議案が可決されたことは誠に慶賀に堪えない。このことに関しては宮内当局者として政府と前から話し合って来たところである。今回国民全体の希望として建議となったことは非常に意味深いことと信じる。明治天皇の御遺徳を偲び奉る国民的祭礼として最も力強い記念日とするようにしたい」。

同年3月3日、詔書により明治節が制定された。
詔書の文意は「朕の亡き祖父の明治天皇は、恩徳と事業が広大で、早くも空前の盛大な代をひらかれた。ここに11月3日を明治節と定め、臣民と共に永く、明治天皇の遺した恩徳を仰ぎ、よく治まった明治時代を懐かしく思い返すところとしたい」という意味である。また、同日に勅令第25号「休日ニ関スル件改正ノ件」が裁可され、翌日公布された。これにより明治節は休日とされた。明治節は祝日と思われたが明確でなかったので文部大臣が念のため内閣総理大臣に照会したところ、明治節は祝日と心得て然るべしとの回答を得た。文部省では学校に関する諸法令を改正し、紀元節、天長節、一月一日のほかに明治節を加え、当日は職員・生徒・児童が学校に参集して祝賀式を行うこととした。明治節当日に小学校に参集した職員と児童は次の儀式を行うこととされた。
1. 職員と児童は「君が代」を合唱する。
2. 職員と児童は、天皇と皇后の御影（御真影[7]）に対し最敬礼を行う。
3. 学校長は教育勅語を奉読する。
4. 学校長は教育勅語に基づきその趣旨を訓示する。
5. 職員と児童は明治節に相当する唱歌を合唱する[77]。

ただし初回の明治節は大正天皇の諒闇中（喪中）なので祝賀式を行わないこととした。
宮中の儀式については、皇室儀制令改正により明治節の宮中儀式を毎年11月3日に行うことになった。ただし天皇が諒闇中のときはこれを行わないという規定であった。初回の明治節は未だ諒闇中なので表立った一切の儀式を行わない。
初回の明治節は諒闇中であるのに、新聞報道は「初めての明治節の佳日を迎えることになった」、「一般国民はこの日を期して各種の記念の催し物も行われるが、かつては大帝（明治天皇）の天長節として等しく年ごとにお祝い申し上げた記憶を今さら新たにするものがある」などと明治節を祝うムードであり、大正天皇の諒闇に服喪する姿勢を示さない。11月3日は秋空の高く菊花の香る日であるとたたえられた。明治節はこの佳日を選んで明治天皇の遺徳を仰ぎ明治の昭代を追憶する祝日とされた。

### 明治節唱歌の選定
明治節は制定以来四大節の一つに数えられ、国家における最も大切な祝日となった。明治節の式日に奉唱すべき歌が必要になり、文部省は歌曲の懸賞募集を行った。1928年3月2日付の官報に募集広告を載せ、入選者に百円から最大千円の懸賞金を授与すること、ただし入選歌詞の著作権は文部省に属すること、入選歌詞を文部省で修正する場合もあることを発表した。文部省図書局は公平を期するため審査段階で応募者の住所氏名が分からぬように工夫した。そのうえで明治の昭代を偲ぶに足る雄大な秀歌を沢山応募してほしいと呼びかけた。文部省は7月4日に4名の歌詞入選者を発表した。そのうち3名に賞金2百円、唯ひとり堀澤周安だけに最大の賞金千円を授与した。また決定した歌詞も同時に発表した。ただしこれが誰の入選作なのか、入選作を修正したのかどうかについては明らかにしなかった。文部省は追ってこの歌詞に対する楽譜を募集する。9月12日、3名の楽譜入選者を発表した。うち2名には賞金2百円、唯ひとり杉江秀だけに賞金千円を授与した。
1928年10月2日、文部省告示「小学校ニ於テ祝日大祭日ノ儀式ヲ行フノ際唱歌用ニ供スル歌詞並楽譜」に明治節の唱歌が追加された。唱歌のタイトルは文部省告示別冊目次では「明治節」、文部省刊行書では「明治節唱歌」である。作詞者と作曲者については公式には明かされていないが、詞は堀澤周安、曲は杉江秀によるものであるといわれている。ただし募集要項によると入選作品を文部省で修正することがあるとされている。入選作品が修正されなかった保証はない。
作詞の堀澤周安は当時、香川県で尽誠中学校の教諭をしていた。香川県善通寺市内の乃木神社境内の南隅に「明治節の歌」の歌碑が残されている。碑文に堀澤周安の名を刻む。
作曲の杉江秀は当時大阪府立市岡高等女学校（現大阪府立港高等学校）で音楽教諭をしていた。明治節唱歌に選ばれたことは非常な名誉であったので、勤務先の女学校は全校あげて感激し、在校生全員がステージにあがって明治節唱歌をうたった。以後、学校行事のたびに全員で歌った。

### 戦争と明治節奉祝実施要綱
1937年7月にシナ事変が勃発すると、日本政府は明治節を国策として利用し、毎年秋に明治節奉祝実施要綱を決定するようになる。最初の実施要綱は同年10月に国民精神作興週間とセットで定められた。明治節奉祝の趣旨には「挙国一致」「尽忠報国」の文言が入れられた。
明治節奉祝の実施方法については、官庁・学校等にあっては従来どおり奉祝式または祝賀式を挙行すること、今まで挙行していなければ今年から成るべく挙行すること、当日は午前9時を期して「国民奉祝の時間」を設定すること、式に参列しない者はそれぞれの場所で全国一斉に宮城遥拝を行うこと、この時刻においてはラジオ・汽笛・サイレン・鐘などにより周知方法を講じること、当日は適宜の方法により明朗で真摯な気分をもって明治節を祝奉すること、などとされた。この年の明治節当日、午前9時にサイレンが鳴り響き、道行く市民も市電やバスの乗客も一斉に脱帽して宮城を拝し、1分間の遥拝を行った。諸官庁でも特にこの日は諸員が登庁して宮城遥拝式を挙行した。全国民が挙って事変下の明治節を寿ぎ明治天皇の大業を仰いだのだという。
1938年9月、事変勃発から1年以上経過して戦争が長期化した後の明治節奉祝実施要綱は、趣旨に「謹みて…偲び奉る」、「翼賛」「赤心」、「時局」「聖戦」「国家の総力」「邁進」などの文言を盛り込んだ（下線部は新しい表現。以下同じ）。
1939年9月、欧州で第二次大戦が勃発した。翌月の明治節奉祝実施要綱は次官会議決定事項となった。実施方法については、当日午前9時の「国民奉祝の時間」のラジオ放送を既定のものとし、これに合わせて各家庭その他の場所においてそれぞれ宮城遥拝を行うこととした。周知方法として汽笛、サイレン、鐘なども引き続き利用した。式を行う団体の範疇を拡げ、官公署や学校のほか、各種団体・会社・銀行・工場などにおいても奉拝式か奉祝式を行うこととした。市町村にあっては成るべく市町村民のため神社・学校・公会堂など適当な場所において奉祝の方法を講じることとした。奉祝の趣旨には「皇運扶翼」、「国民的信念」、「国民精神総動員」、「強力日本建設」などの表現が躍った。
1940年、紀元2600年記念行事で世の関心が紀元節に集まった年の明治節奉祝実施要綱は、奉祝の趣旨の文章が短くなった。これに「臣道の実践」の文言を入れた。
1941年10月、対米英開戦直前の明治節奉祝実施要綱は、実施方法に明治節祭を組み入れた。すなわち、官国幣社以下神社において執行される明治節祭には市町村民が多数参列すべきこと、神社の祭典は成るべく午前10時を期して執行するよう取り計らうこと、式典その他奉祝の行事は神社の祭典と密接な関係のもとに行うこととした。奉祝の趣旨についてはこれに「大東亜共栄圏」の文言を入れた。
1942年、ガダルカナル島で死闘が続く中、10月に決定した明治節奉祝実施要綱は、奉祝の趣旨に「大政翼賛」や「大東亜戦争」の文言を入れた。
実施方法については、官公衙・学校・工場・船舶・団体等は必勝祈願を行うこと、市町村民は成るべく神社に参拝し必勝祈願をすること、その他の場合にあってはそれぞれの場所で宮城遥拝を行うこととした。また「国民奉祝の時間」の周知方法については、ラジオが禁止されない限り放送を行うこと、汽車・汽船・電車・バス等の車中では乗務員が時刻を知らせること、集会の場合は司会者が時刻を知らせること、汽笛・サイレン・鐘等の音響合図による周知は戦時下にあって禁止されているので国民各自が同時刻を銘記することとした。予定原稿的な新聞記事は明治節当日について次のように書いている（大意）。

爽涼の秋空に菊薫る明治節、午前9時に「国民奉祝の時間」のラジオ放送が行われると同時に全国民は一斉に宮城に向かって遥拝し必勝祈願の黙祷を捧げた。市区町村では神社・学校・公会堂で奉祝行事を行い、官公衙・学校・工場・船舶・団体でもこのよき日をことほぎ奉った。大東亜戦争下初の明治節にあって、北はアリューシャンから南は南太平洋に至るまで日の丸の御旗がさわやかにひるがえり、大東亜共栄圏内の民草はひとしく明治天皇の御大業をしのび奉るとともに聖戦完遂に新たな決意をかためた。

1943年、日本軍が劣勢に傾き絶対国防圏を設定した翌月の明治節奉祝実施要綱は、名称は奉祝であるが、実施方法から奉祝式の文言を外し、奉拝式のみを行うことを明確にした。趣旨については、これに「苛烈深刻なる戦局」、「必勝の信念を堅持」、「戦力を増強」、「聖戦完遂」などの文言を入れた。
1944年、マリアナ失陥による絶対国防圏の崩壊後、ペリリューの戦いの最中に決められた明治節奉祝実施要綱は、奉祝の趣旨に「国体護持の信念を堅持」、「憤激を新たにして米英撃攘」などの必死な文言を入れた。
1945年の終戦後、明治節奉祝実施要綱の記録はない。1946年の明治節のおよそ１か月前、文部省は国民学校（小学校）で行う儀式次第の規定を削除し、単に「祝賀式」を行うと定めた。祝賀式で明治節の唱歌をうたうことは法的義務でなくなった。

### 日本国憲法公布の日
1946年の明治節に日本国憲法が公布された。その5日前、吉田茂内閣は閣議で日本国憲法の公布日をいつにするか検討した。当時法制局長官であった入江俊郎の回顧によると、まず施行日を翌年5月3日に設定してから、その半年前の11月3日を公布日とすることに決めたという。11月3日は明治節にあたるため、GHQの思惑について一抹の不安もあったが、結果的にGHQは反対しなかった。しかし、GHQ民生局の内部には、明治節は新憲法公布日に相応しくないという異議もあった。また、対日理事会の中国代表は、明治の日本が日清・日露の両戦争を行ったことを指摘し、「民主的な」新憲法を祝うために明治節より相応しい日を日本政府に選ばせるべきであると主張した。これに対し、アチソン対日理事会議長は、明治節が公布日とされたことに深い意味はなく、日本政府の決定に介入することは望ましくないとして、明治節に新憲法を公布することを容認した。

### 文化の日
1947年5月3日新憲法施行、1948年7月20日に祝日法が公布された。11月3日は「自由と平和を愛し、文化をすすめる」という趣旨により「文化の日」になった。祝日法は議員立法によるもので、11月3日を憲法記念日にすべきであるとの発言もあったが、最終的に施行日の5月3日を憲法記念日とした。当時の国会審議では明治節を祝日として残すべきだという意見も根強かった。具体的には次のような意見がでた。
- 参議院議員で歴史学者の石田幹之助は「この明治節という名前を是非残して頂きたいと思います。僕らはそう思うけれども…。ちっとも悪くないと思うのですけれども…」と控えめに言った[97]。さらに、11月3日は明治節という意味で、善悪両面を批判して記念するという意味で、しかも季節も好いということも関連してこの日を残したいという希望を述べた[98]。
- 参議院議員で物理学者の藤岡由夫は明治節の名称にこだわらなかった。「明治節が非常に我々にいいというのは、この時期が我々に非常にいいということ、そうして我々は明治時代に生れておりますし、秋の頃の天長節というのは、秋の菊花祭というのがよく使われたようでありまして、そういう軽い意味の菊花祭というのも、一案としてお考え願いたいと思います」と述べた[99]。
- 参議院議員で人類学者の長谷部言人は明治節の名称が最適だと主張した。「明治維新というものは、非常に意味の深いことじやないかと思っております。これは異常な例ではないかと思っております。そういう意味からいきまして、明治節という名前は最も適当だと思います」と述べた[100]。

参議院には明治節を存置したいという請願が寄せられた。請願の趣旨は「明治節は国民の与論として国民の総意として制定された。加えて明治時代は新生日本の躍動する生命の源であり、政治・文化・経済のあらゆる面において永久に忘れられない時代である。ゆえにこの明治節を通じて明治時代を永久に思い出していきたい」（大意）というものだった。この請願は鷹司信輔（旧摂関家公爵・明治神宮宮司）や吉田茂（元神社局長）など約10名が発起し、これに2,088名が署名した。請願の形式を整ていなかったので参議院文化委員会で紹介されるにとどまった。衆議院でも請願があった。その趣旨は「11月3日の明治節はかつて天長節として祝われた。11月3日を祝うことは現在も国民感情になっている。近年内外の事情が錯綜しているにもかかわらず、この国民感情は少しも変わらない。明治節の制定が全国民の総意であり与論であることはいうまでもない。よって明治節を祝祭日として存置していただきたい」（大意）というものだった。請願者は宮地直一（元神社局考証課長・神道学者）ほか9名であった。
結局11月3日は「文化の日」という名称の祝日になった。参議院文化委員会の山本勇造委員長は「文化の日」の名称にした理由について参議院本会議で次のように説明した。11月3日は明治天皇の誕生日であって明治節として祝われた日であるが、立法精神からいうと、この日は新憲法が公布された日である。この新憲法において世界東西前代未聞の戦争放棄という重大な宣言をした。これは日本国民にとって忘れ難い日であると共に、国際的にも文化的にも意義を持つ重要な日である。そこで平和を図り文化を進めるという意味で、この日を「文化の日」と名づけた。「平和の日」でもよいが、これは別に講和条約締結の日を予定しているので、これを避けた。以上のように説明された。

### 明治の日
明治節にちなんで11月3日を「文化の日」から「明治の日」に改めようとする運動がある。
2005年すなわち平成17年、昭和の天皇誕生日であった4月29日が「みどりの日」から「昭和の日」へ改められた。その後、昭和の日を推進した人々が中心となって「明治の日」の推進を始めた。2008年から11月3日に「明治節奉祝の集い」を開催し、2010年11月に「明治の日」企画委員会、2011年10月1日に「明治の日推進協議会」を結成した。この協議会は、11月3日を「明治の日」に改めることを国会議員や各界に訴える民間の活動組織であり、初代会長は元民社党委員長の塚本三郎で、連絡先住所はNPO法人昭和の日ネットワークの事務局住所と同一である。
2018年5月、自由民主党議員らが「明治の日を実現するための議員連盟」をつくった。会長は古屋圭司、幹事長は稲田朋美、事務局長は山田宏で、ほか同年10月時点で60名以上の国会議員が参加した。明治の日推進協議会は議員連盟を激励する院内集会を開催した。この集会では協議会の塚本会長が挨拶に立ち、議員連盟から古屋会長が挨拶を、稲田幹事長と山田事務局長が経過報告を行った。協議会役員の新保祐司、櫻井よしこ、阿羅健一が登壇して議員連盟を激励した。また、協議会は百万人を超える署名を集め、2019年10月30日に国会内で集会を開いて議員連盟に署名を手渡した。議員連盟の古屋会長は「超党派をつくって国会提出を目指し頑張っていきたい」と挨拶した。明治の日に反対する憲政史家の古関彰一は毎日新聞の取材に対し「今の時代に明治の日などつくれば、世界の笑いものになるのではないか」などと想像を語った。
2020年5月20日、明治の日推進協議会会長の塚本三郎が93歳で死去した。副会長の田久保忠衛が会長に就任した。
2020年8月現在、明治の日推進協議会の役員に国柱会賽主や国柱会講師、里見日本文化学研究所所長、日本国体学会理事の名が見える。国柱会は田中智学が創始し、里見日本文化学研究所と日本国体学会は田中智学の三男の里見岸雄が創始した。田中智学は明治節制定運動の中心人物であった。